# 飯沼駅
飯沼駅（いいぬまえき）は、岐阜県中津川市飯沼字市之坪にある明知鉄道明知線の駅である。駅番号は9。

## 歴史
- 1991年（平成3年）10月28日：明知鉄道の駅として開業[1][2]。

## 駅構造
ホーム有効長55mで1面1線の単式ホームのみを持つ地上駅で、無人駅である。住民の要望によって明知鉄道になってから設立された駅である。
開業（1991年）から1996年までは普通鉄道としては日本で最も勾配が急な場所にある駅であった。
本来は鉄道に関する技術上の基準を定める省令（制限が5パーミル）によって駅設置が認められていない1000分の33（33パーミル）の急勾配中に設けられている。開業に当たっては、監督官庁である運輸省（当時）の担当者立ち会いのもと、停車・発進の安全性確認テストを繰り返し、特認により設置が認められた。
ホーム待合室外壁の下部には、当駅が33パーミルの勾配上にあることを示す小看板が取り付けられている。

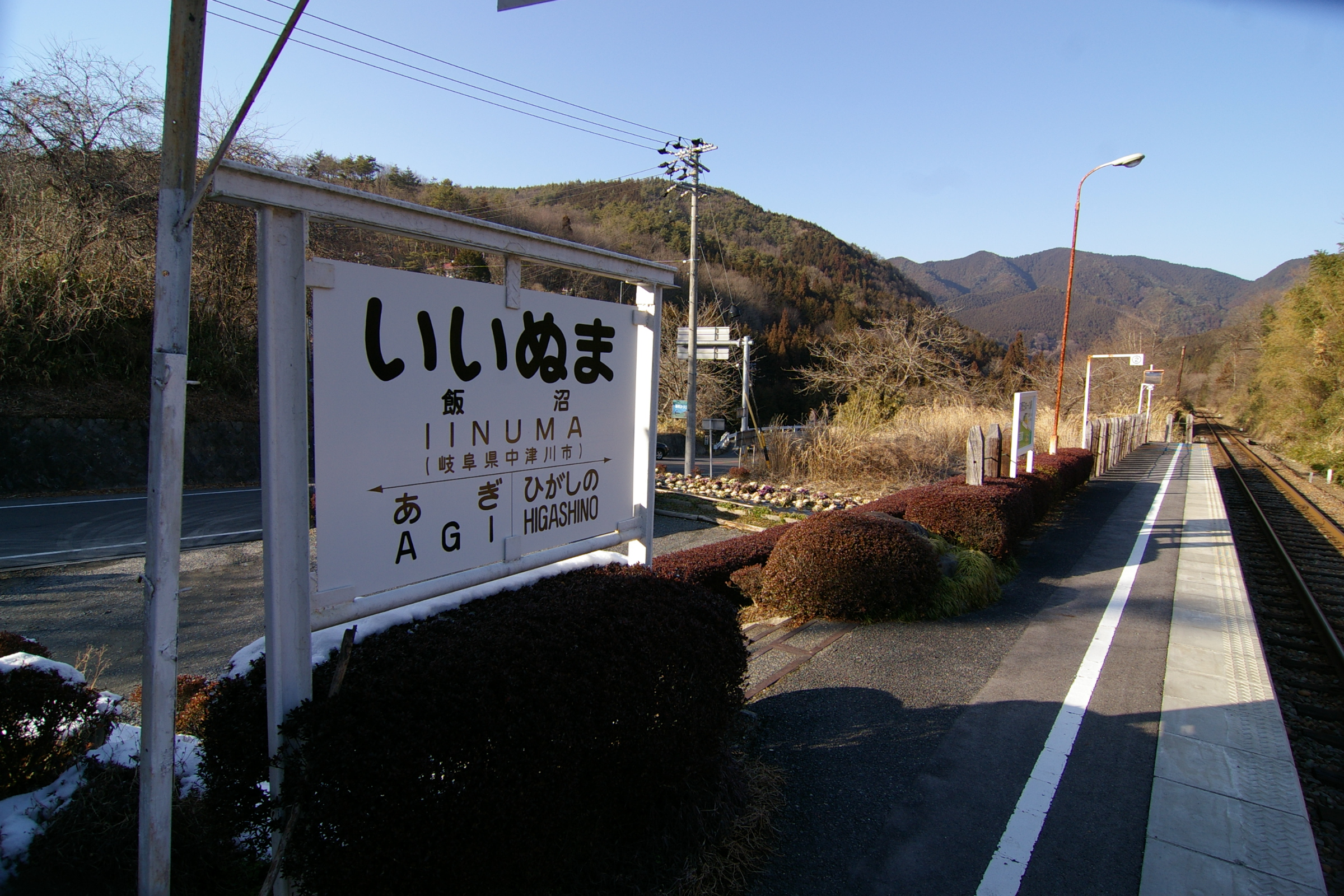
駅名標とホーム（2009年2月）
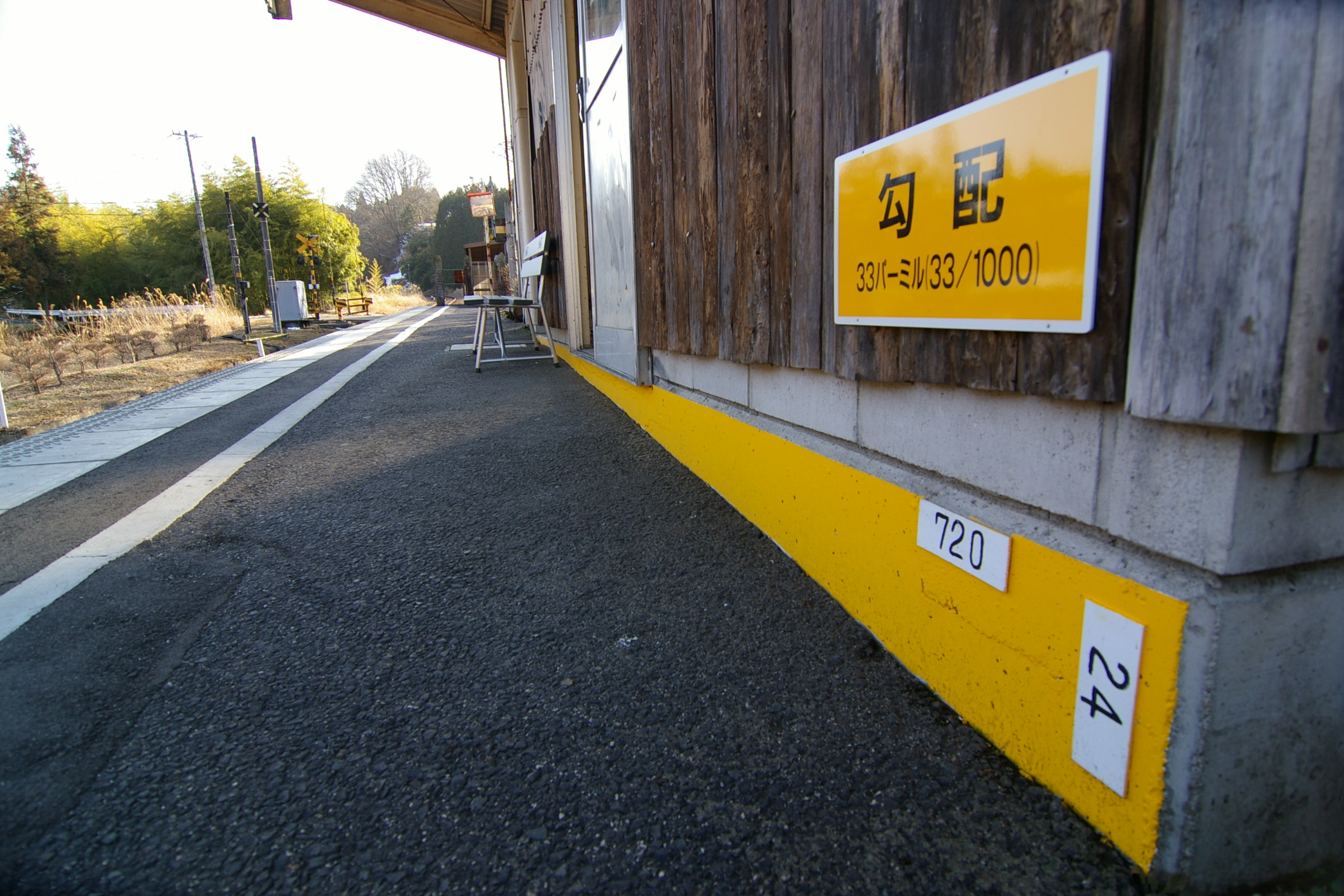
待合室外壁の勾配を示す看板

## 利用状況
| 年度               | 1日平均乗車人員 |
| ------------------ | --------------- |
| 2011年（平成23年） | 16              |
| 2012年（平成24年） | 22              |
| 2013年（平成25年） | 19              |
| 2014年（平成26年） | 14              |
| 2015年（平成27年） | 13              |
| 2016年（平成28年） | 21              |

## 駅周辺
人家は少なく商店もない。飯沼地区中心地まで数百メートル離れている。
- 根ノ上高原

## 隣の駅
明知鉄道
■明知線
東野駅（10） - 飯沼駅（9） - 阿木駅（8）